# Großer Preis von Italien 1938

Das Autodromo di Milano in seiner befahrenen Version.

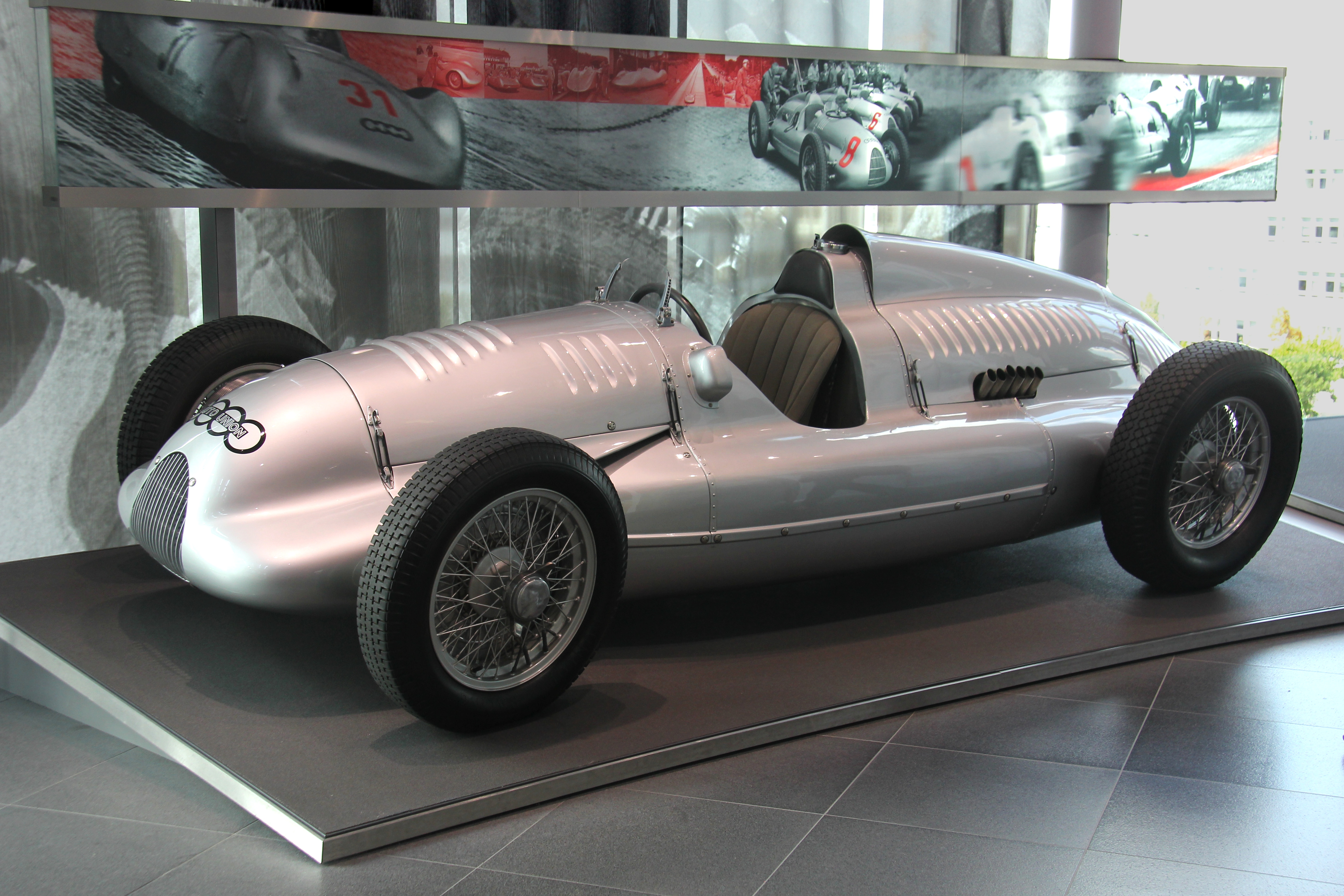
Auto Union Typ D im museum mobile in Ingolstadt

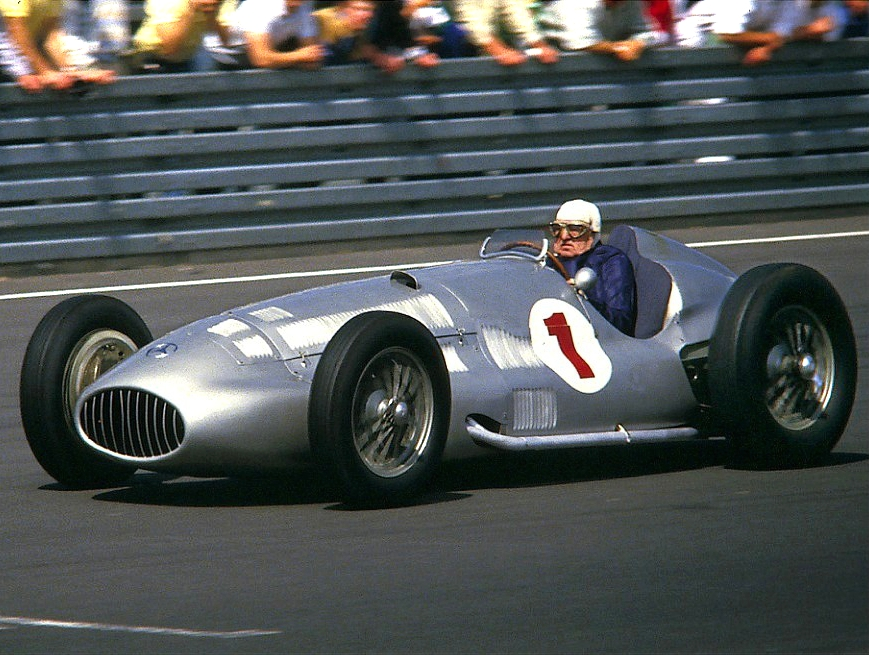
Hermann Lang beim Oldtimer-Grand-Prix 1986 auf dem Nürburgring im Mercedes-Benz W 154

Der XVI. Große Preis von Italien fand am 11. September 1938 auf dem Autodromo di Milano in Monza statt. Als Grande Épreuve zählte das Rennen zur Grand-Prix-Europameisterschaft 1938, wurde aber abweichend von den Bestimmungen der Internationalen Grand-Prix-Formel (i. W. Rennwagen bis 3 Liter Hubraum mit Kompressor und bis 4,5 Liter Hubraum ohne Kompressor; Mindestgewicht 850 kg; Renndistanz mindestens 500 km) über 60 Runden à 6,993 km ausgetragen, was einer Gesamtdistanz von 419,58 km entsprach.
Sieger wurde Tazio Nuvolari auf einem Auto Union Typ D, der damit den einzigen Saisonerfolg für sein Team bei einem offiziellen Internationalen Grand Prix in der Saison 1938 gegen die bis dahin übermächtige Konkurrenz der Mercedes-Mannschaft erzielte. Mit seinem dritten Platz sicherte sich Rudolf Caracciola auf Mercedes-Benz W 154 trotzdem überlegen den Europameistertitel.

## Das Rennen
Nach einem bis dahin absolut dominanten Saisonverlauf ging die Grand-Prix-Mannschaft von Daimler-Benz mit einer vierfachen Führung in der Fahrerwertung zur Europameisterschaft in den letzten Wertungslauf zum Großen Preis von Italien, der nach seinem Abstecher zum Circuito di Montenero bei Livorno im Vorjahr nun wieder zum angestammten Ort auf das Autodrom von Monza zurückgekehrt war. Rudolf Caracciola, der auf seinen Mannschaftskollegen Manfred von Brauchitsch vier Meisterschaftspunkte Vorsprung hatte, musste damit lediglich noch über 75 % der Distanz kommen, um den Titel unabhängig vom Abschneiden seines Konkurrenten sicher zu gewinnen. Auch Hermann Lang und Richard Seaman hatten bereits Erfolge feiern können, so dass Mercedes-Benz als klarer Favorit ins Rennen ging und mit Lang als Trainingsschnellstem vor von Brauchitsch und Caracciola drei der vier Plätze in der ersten Startreihe erringen konnte.
Dem Team der Auto Union war es dagegen in der Saison bislang nicht gelungen, in die Erfolgsspur zurückzukehren, nachdem ihr Top-Pilot Bernd Rosemeyer zu Jahresbeginn bei einem Rekordversuch ums Leben gekommen war. Auch die Verpflichtung von Tazio Nuvolari zur Mitte der Saison, der Alfa Romeo wegen anhaltender Erfolglosigkeit im Streit verlassen hatte, konnte daran zunächst nichts zu ändern, weil Nuvolari zunächst nicht gut mit dem für ihn ungewohnten Heckmotorwagen zurechtgekommen war. Immerhin war mit Hermann Paul Müller ein talentierter Nachwuchspilot entdeckt worden, der seine aufsteigende Form erneut durch einen Startplatz vor seinem berühmten Teamkapitän unter Beweis stellte.
Überraschenderweise war es auch Müller, der beim Start am schnellsten davonkam und sich im Anschluss hinter Lang zumindest auf der zweiten Position behauptete. Auch Nuvolari ließ sich dieses Mal nicht von der Konkurrenz abhängen und kam hinter Seaman und Caracciola als Fünfter aus der ersten Runde. Stattdessen geriet die Mercedes-Mannschaft zunehmend in Schwierigkeiten: Zunächst geriet in der zweiten Runde Caracciola in die Streckenbegrenzung und musste sein Auto mühsam aus den Strohballen befreien, dann wurde Langs Wagen wegen nachlassender Motorleistung immer langsamer, und als auch Seaman mit brennendem Motor aus dem Rennen schied, fand sich Nuvolari bei seinem Heimrennen in Führung. In der 19. Runde machte von Brauchitsch das Mercedes-Debakel komplett, so dass das Team der Auto Union mit einer Dreifachführung mit Nuvolari vor Stuck und Müller in die zweite Rennhälfte ging.
Am Ende wurde aber auch die Auto Union nicht vom Unheil verschont, als Stuck und Müller durch Motorschäden aus dem Rennen geworfen wurden. Nuvolari zog jedoch seine Runden und fuhr mit einer Runde Vorsprung auf Giuseppe Farina auf dem allerneuesten Modell Alfa Romeo Tipo 316 doch noch den ersten Saisonerfolg für sein Team ein. Mit seinem dritten Platz – wenn auch mit drei Runden Rückstand auf den Sieger – sicherte sich Caracciola die Europameisterschaft, nachdem er sein Auto zwischendurch kurzzeitig an von Brauchitsch übergeben hatte.

## Meldeliste
| Team                           | Nr. | Fahrer                  | Info | Chassis             | Motor                                   | Reifen |
| ------------------------------ | --- | ----------------------- | ---- | ------------------- | --------------------------------------- | ------ |
| Scuderia Torino                | 02  | Pietro Ghersi           |      | Alfa Romeo Tipo 308 | Alfa Romeo 3.0L I8 Kompressor           |        |
| Scuderia Torino                |     | Piero Taruffi           | RES  |                     |                                         |        |
| Daimler-Benz AG                | 04  | Manfred von Brauchitsch |      | Mercedes-Benz W 154 | Mercedes-Benz M 154 3.0L V12 Kompressor |        |
| Daimler-Benz AG                | 12  | Rudolf Caracciola a     |      | Mercedes-Benz W 154 | Mercedes-Benz M 154 3.0L V12 Kompressor |        |
| Daimler-Benz AG                | 16  | Richard Seaman          |      | Mercedes-Benz W 154 | Mercedes-Benz M 154 3.0L V12 Kompressor |        |
| Daimler-Benz AG                | 26  | Hermann Lang            |      | Mercedes-Benz W 154 | Mercedes-Benz M 154 3.0L V12 Kompressor |        |
| Alfa Corse                     | 06  | Clemente Biondetti      |      | Alfa Romeo Tipo 316 | Alfa Romeo 3.0L U16 Kompressor          |        |
| Alfa Corse                     | 30  | Giuseppe Farina         |      | Alfa Romeo Tipo 316 | Alfa Romeo 3.0L U16 Kompressor          |        |
| Alfa Corse                     | 28  | Jean-Pierre Wimille     |      | Alfa Romeo Tipo 312 | Alfa Romeo 3.0L V12 Kompressor          |        |
| Alfa Corse                     | 34  | Piero Taruffi           |      | Alfa Romeo Tipo 312 | Alfa Romeo 3.0L V12 Kompressor          |        |
| Alfa Corse                     |     | Emilio Villoresi        | RES  |                     |                                         |        |
| Officine A. Maserati           | 08  | Luigi Villoresi         |      | Maserati 8CTF       | Maserati 3.0L I8 Kompressor             |        |
| Officine A. Maserati           | 14  | Carlo Felice Trossi     |      | Maserati 8CTF       | Maserati 3.0L I8 Kompressor             |        |
| Officine A. Maserati           | 18  | Goffredo Zehender       |      | Maserati 8CTF       | Maserati 3.0L I8 Kompressor             |        |
| Officine A. Maserati           | 18  | Achille Varzi           | DNA  | Maserati 8CTF       | Maserati 3.0L I8 Kompressor             |        |
| Écurie Du Puy & de Graffenried | 10  | Toulo de Graffenried    |      | Maserati 6C-34      | Maserati 3.0L I6 Kompressor             |        |
| Écurie Du Puy & de Graffenried |     | John Du Puy             | RES  |                     |                                         |        |
| Auto Union AG                  | 20  | Hermann Paul Müller     |      | Auto Union Typ D    | Auto Union 3.0L V12 Kompressor          |        |
| Auto Union AG                  | 22  | Tazio Nuvolari          |      | Auto Union Typ D    | Auto Union 3.0L V12 Kompressor          |        |
| Auto Union AG                  | 24  | Christian Kautz         |      | Auto Union Typ D    | Auto Union 3.0L V12 Kompressor          |        |
| Auto Union AG                  | 36  | Hans Stuck              |      | Auto Union Typ D    | Auto Union 3.0L V12 Kompressor          |        |
| Auto Union AG                  |     | Rudolf Hasse            | RES  |                     |                                         |        |
| R. Balestrero                  | 42  | Vittorio Belmondo       |      | Alfa Romeo Tipo 308 | Alfa Romeo 3.0L I8 Kompressor           |        |

## Startaufstellung
| 4                 |          | 3                     |          | 2                          |           | 1               |
| ----------------- | -------- | --------------------- | -------- | -------------------------- | --------- | --------------- |
| Müller 2:34,4 min |          | Caracciola 2:33,3 min |          | von Brauchitsch 2:33,1 min |           | Lang 2:32,4 min |
|                   | 7        |                       | 6        |                            | 5         |                 |
|                   | Kautz    |                       | Seaman   |                            | Nuvolari  |                 |
| 11                |          | 10                    |          | 9                          |           | 8               |
| Trossi            |          | Taruffi               |          | Wimille                    |           | Biondetti       |
|                   | 14       |                       | 13       |                            | 12        |                 |
|                   | Stuck    |                       | Farina   |                            | Villoresi |                 |
|                   | 17       |                       | 16       |                            | 15        |                 |
|                   | Belmondo |                       | Zehender |                            | Ghersi    |                 |

## Rennergebnis
| Pos. | Nr. | Fahrer                                      | Konstrukteur  | Runden | Zeit        | Ausfallgrund | EM-Punkte |
| ---- | --- | ------------------------------------------- | ------------- | ------ | ----------- | ------------ | --------- |
| 1    | 22  | Tazio Nuvolari                              | Auto Union    | 60     | 2:41:39,6 h |              | 1         |
| 2    | 30  | Giuseppe Farina                             | Alfa Romeo    | 59     | + 01 Runde  |              | 2         |
| 3    | 12  | Rudolf Caracciola / Manfred von Brauchitsch | Mercedes-Benz | 47     | + 03 Runden |              | 3 / –     |
| 4    | 06  | Clemente Biondetti                          | Alfa Romeo    | 57     | + 03 Runden |              | 4         |
| DNF  | 18  | Hermann Paul Müller                         | Auto Union    | 57     |             | Motor        | 4         |
| DQ   | 14  | Carlo Felice Trossi                         | Maserati      | 56     |             |              | 8         |
| 5    | 02  | Pietro Ghersi                               | Alfa Romeo    | 47     | + 13 Runden |              | 4         |
| DNF  | 36  | Hans Stuck                                  | Auto Union    | 41     |             | Mechanik     | 5         |
| DNF  | 26  | Hermann Lang                                | Mercedes-Benz | 35     |             | Motor        | 5         |
| DNF  | 08  | Luigi Villoresi                             | Maserati      | 24/29? |             | Mechanik     | 6         |
| DNF  | 04  | Manfred von Brauchitsch                     | Mercedes-Benz | 19     |             | Mechanik     | 6         |
| DNF  | 28  | Jean-Pierre Wimille                         | Alfa Romeo    | 17     |             |              | 6         |
| DNF  | 18  | Goffredo Zehender                           | Maserati      | 15     |             |              | 6         |
| DNF  | 32  | Vittorio Belmondo                           | Alfa Romeo    | 15/18? |             |              | 6         |
| DNF  | 16  | Richard Seaman                              | Mercedes-Benz | 11/14? |             | Motor        | 7         |
| DNF  | 34  | Piero Taruffi                               | Alfa Romeo    | 10/14? |             | Mechanik     | 7         |
| DNF  | 24  | Christian Kautz                             | Auto Union    | 2      |             |              | 7         |

Schnellste Rennrunde:  Hermann Lang (Mercedes-Benz), 2:34,2 min = 163,3 km/h